# Естер Ерл
Естер Ґрейс Ерл (англ. Esther Grace Earl, 3 серпня 1994 — 25 серпня 2010) — американська письменниця, інтернет-блогерка, онлайн-персона, котра належала до спільнот Nerdfighteria та Альянс Гаррі Поттера. До своєї смерті від раку у віці 16 років Естер подружилася з письменником Джоном Ґріном, який стверджує, що завдячує їй натхненням на завершення роману «Провина зірок». У 2014 році вийшла компіляція написаного Естер Ерл і її біографії під назвою «Ця зірка не згасне», яка потрапила до списку бестселерів книг для молоді за версією New York Times. Ерл називають впливовою активісткою, а її родина та підписники в інтернеті продовжують проводити благодійні заходи та збори коштів у пам'ять про неї.

## Раннє життя та активізм
Естер Ерл народилася в Беверлі, штат Массачусетс, у сім'ї Вейна та Лорі (уроджена Крейк) Ерл, і була однією з п'яти братів і сестер. Ерли, яких The Boston Globe називає мандрівниками, жили у Саудівській Аравії, Массачусетсі і Франції. Перебуваючи в Массачусетсі, сім'я проживала в Медвеї, а потім переїхала до Північного Квінсі, де Естер відвідувала середню школу Північного Квінсі.
У 2007 році Естер познайомилася з Джоном Ґріном, і Маргарет Телбот з The New Yorker стверджує, що вона «була однією з перших у Nerdfighteria». Спочатку вони підтримували онлайн-дружбу, яка виросла з її участі у Nerdfighteria, онлайн-спільноті шанувальників ютуб-каналу Vlogbrothers. Ерл подружилася з Ґріном після зустрічі на LeakyCon 2009, конференції про Гаррі Поттера. Після конференції вона продовжила активність у спільноті Nerdfighteria і в Альянсі Гаррі Поттера; Альянс виграв гранту в розмірі 250 000 доларів після того, як Ґрін закликав виборців голосувати за нього «разом з Естер».
Естер вела сторінки на таких платформах, як Twitter, Tumblr і YouTube.

## Рак і смерть
У віці 12 років у листопаді 2006 року в Марселі в Ерл діагностували папілярний рак щитовидної залози з метастазами. Наступного Дня Подяки в 2007 році її батьки звернулися по додаткове обстеження до Бостонської дитячої лікарні. Лікарі Ерл повідомили їй та її батькам, що її рак невиліковний.
Вона продовжувала свою діяльність в онлайн-спільнотах до своєї смерті через рак щитовидної залози 25 серпня 2010 року. Джон Ґрін, засмучений смертю Естер, виголосив надгробне слово у форматі відеоблогу під назвою «Спочивай з чудовістю, Естер». Відео, які Естер додавала на YouTube, залишалися доступними для потокового перегляду після її смерті.

## Спадок

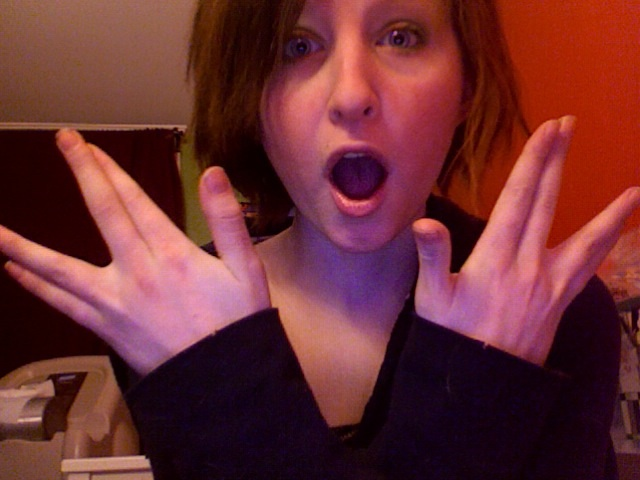
Естер Ерл показує «вітання нердфайтерів»

Пам'ять про Ерл надихнула спільноти, в яких вона брала участь, такі як Nerdfighteria та Альянс Гаррі Поттера. Вона надихнула написання двох книг, заснування «Дня Естер», а також некомерційної організації. У 2014 році, після виходу екранізації фільму «Провина зірок» та роману Естер, батьки Естер виступили в громадському коледжі Воллеса та Інституті раку Дани—Фарбера про спадок, який залишила Естер. У 2015 році Alba, ресторан в Квінсі, провів літній гала-захід зі збору коштів на її честь.

### День Естер
Незадовго до смерті Естер Джон Ґрін завантажив на свій канал відео «Я люблю Генка: День Естер 2010». У цьому відео з нагоди святкування «Дня Естер», який вона хотіла щоб був днем «сім'ї і любові», Джон говорить про любов до свого брата. День Естер відзначають щорічно 3 серпня, в день народження Естер. Ґрін зазначив, що саме Ерл запропонувала «ідею відзначати друзів, родину та любов», зокрема «ті види любові, які надто часто забувають у нашій культурі: любов між друзями та родиною». У 2014 році книгарні Сполучених Штатів святкували День Естер. Крім того, Ґрін назвав День Естер «найважливішим святом у Nerdfighteria».

### «Ця зірка не згасне»
— Джон Ґрін, 2010
Після її смерті батьки Естер, Вейн і Лорі, заснували некомерційну організацію «Ця зірка не згасне», яка допомагає родинам, у яких є онкохворі діти. Щоб допомогти організації, VlogBrothers жертвують доходи від товарів TSWGO, проданих на DFTBA.com.
Біографія Ерл, співавторами якої є її батьки, була опублікована посмертно під назвою «Ця зірка не згасне: життя та слова Естер Грейс Ерл». Ґрін написав до неї передмову. Книгу надихнула обіцянка, яку дали одне одному Естер та її батько: кожен, хто переживе іншого/іншу, напише про нього/неї книжку. Книга містить колекцію записів її щоденника і малюнків.

### «Провина зірок»
Естер Ерл стала прототипом персонажки Гейзел Ґрейс Ланкастер у романі Ґріна «Провина зірок» 2012 року, а також у його екранізації 2014 року. В екранізації роману її зобразила Шейлін Вудлі. Незважаючи на те, що Естер надихнула створення роману і персонажки Гейзел Ґрейс, роман не має на меті бути біографічним. Ґрін присвятив роман Естер, але також шукав натхнення в інших, зокрема в синові та дружині, а також у своєму досвіді капелана дитячої лікарні. У своєму блозі на Tumblr Ґрін написав: «Я не хочу, щоб люди ототожнювали Естер з Гейзел (вони дуже різні), і для мене надзвичайно важливо, що я не стверджую, що розповідаю історію Естер».